# Navajo
Navajo eller Dené/Dineh ("Folket") er en stamme af indfødte amerikanere i det nordøstlige Arizona, USA, hvis sprog tilhører den athabaskiske sprogfamilie. Deres sprog hedder Dené bizaad.
Stammen lever i Navajo-reservatet, der dækker den nordøstlige del af Arizona, USA og rækker ind i New Mexico og Utah. Det oprindelige navn for deres land er Dinétah. Ifølge folketællingen 2000 er der 298.215 navajoer i hele USA. De er i tæt familie med Apache-folket og stammer oprindeligt fra Canada. Det menes, at de bosatte sig i sydvesten i det 16. århundrede. I det 17. århundrede blev de fåreavlere.
Navajo kom i konflikt med de spanske kolonister og senere hen mexicanerne sidst i den 18. århundrede og i starten af den 19. århundrede. Deres kontakt med spanierne var begrænset men vigtig, da spanierne introducerede heste, får og geder, som blev til en vital del af navajoernes økonomi. Siden slutningen af 1800-tallet har kunsthåndværk været en en vigtig indkomstkilde. Navajoene blev kendt for deres fornemme tæppevævning og sølvsmedearbejder støbt i sandform og smykket med turkiser.